# Kaarlo Leinonen
Kaarlo Olavi Leinonen, född 15 mars 1914 i Tervola, död 19 april 1975 i Karjalohja, var en finländsk general.

## Biografi
Leinonen, som var son till jordbrukaren Matti Aadolf Leinonen och Alma Elisabet Siitonen, blev student 1933, genomgick Kadettskolan 1934–1936, Krigshögskolan 1946 och blev juris kandidat 1955. Han var yngre officer vid artilleriet 1936–1939, sektionsofficer 1939–1940, batterichef 1940–1941, sektionsofficer 1941–1942, kommendör för artillerisektionen 1942–1945, generalstabsofficer 1945–1947, lärare i taktik vid artilleriskolan 1947–1952, biträdande militärattaché i Stockholm 1952–1953, byråchef vid huvudstabens utrikesbyrå 1953–1957, vid artilleribyrån 1957, militärattaché i Washington, D.C., och Ottawa 1958–1961, republikens presidents äldre adjutant 1961–1965, kommendör för pansarbrigaden 1965–1966, blev kanslichef i försvarsministeriet 1966 och var kommendör för försvarsmakten 1969–1974. 
Han var Finlands försvarsminister i Reino R. Lehtos tjänstemannaregering 1963–1964. 
Leinonen blev överste 1957, generalmajor 1963, generallöjtnant 1966 och general 1969. Han skrev Kaksi vuosikymmentä kenttätykistön elämää. KTR 1 1918–1940 (1948).